# Jordan Cintrón
Jordan Daniel Cintrón (Bronx, 11 giugno 1998) è un cestista statunitense naturalizzato portoricano.

## Carriera

### Nazionale
Nel 2022 ha disputato, con la nazionale portoricana, i Campionati americani.